# Burgaue

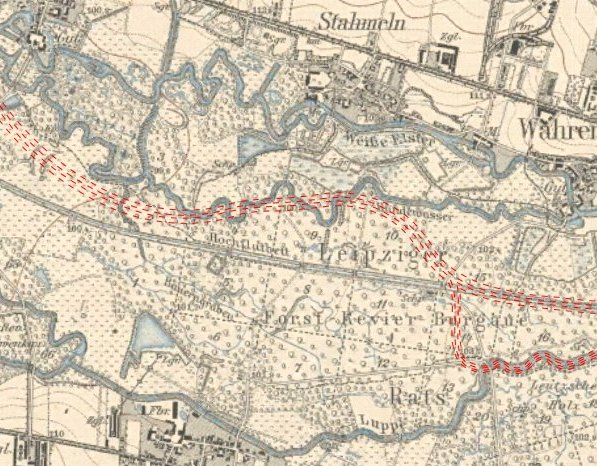
Die Burgaue (1907) sowie die Neue Luppe und die Nahle (rot gestrichelte Linie)

Die Burgaue ist ein Waldgebiet im Nordwesten von Leipzig. Sie bildet eine eigene Gemarkung (amtlicher Schlüssel 0403), die im Norden an die Gemarkungen Stahmeln und Wahren, im Osten an die Gemarkung Möckern, im Süden an die Gemarkungen Leutzsch und Böhlitz-Ehrenberg und im Westen an die Gemarkung Lützschena grenzt.
Die Burgaue bildet auf Leipziger Gebiet den nordwestlichen Abschnitt der bundesländerübergreifenden Elster-Luppe-Aue. Die natürliche Begrenzung der Burgaue bildete ursprünglich das Hundewasser im Norden und die Luppe im Süden. Letztere wird heute zum Teil als Nahle bezeichnet, gleicht an anderer Stelle einem Entwässerungsgraben oder ist ganz trocken gefallen.

## Geschichte
Am 6. Mai 1367 kaufte die Stadt Leipzig die damals Luch genannte und 500 Acker (= 2.767.115 m² = ca. 277 ha) große Waldung, um ihre Bürger mit Brennholz versorgen zu können. Später findet sich auf Karten der Name Bürgeraue.
Verwaltungstechnisch bildete die Burgaue einen eigenen Gutsbezirk, in dem am 1. Dezember 1900 nur der Waldwärter mit seiner Familie, insgesamt vier Personen lebten. Am 1. April 1925 wurde der Gutsbezirk Burgaue in die Stadt Leipzig eingemeindet.

## Naturschutz

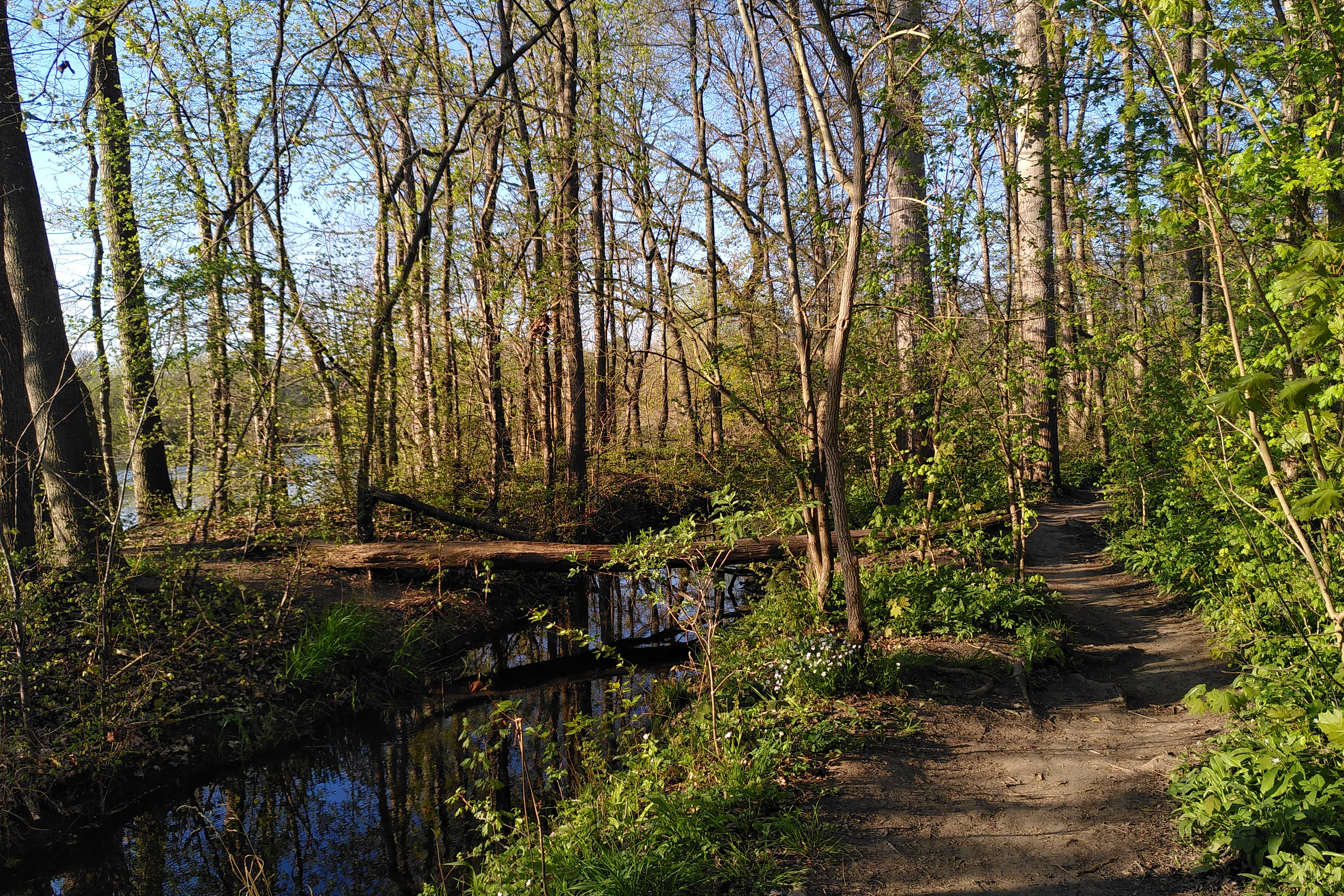
Burgauenbach am nordwestlichen Rand des NSG Burgaue

Am 30. März 1961 wurde die Burgaue auf einer Fläche von 43,2 ha erstmals unter Naturschutz gestellt. Heute umfasst das Naturschutzgebiet Burgaue eine Fläche von ca. 270 ha.
Von Dezember 1997 bis März 1999 wurde ein neuer, teils künstlicher, teils natürlicher Wasserlauf im Leutzscher Holz und der Burgaue angelegt. Der sogenannte Burgauenbach, mit einer Gesamtlänge von 5,374 km, nutzt teilweise die trockengefallenen Altarme und Flutrinnen historischer Gewässer und ist ein Gewässer II. Ordnung. Die Kosten der Renaturierung beliefen sich auf 1,5 Millionen DM.